# Faha
Faha – dzielnica niemieckiej gminy Mettlach, w kraju związkowym Saara, w powiecie Merzig-Wadern, w Parku Natury Saar-Hunsrück, nad rzeką Gliederbach, przy granicy z Nadrenią Północną-Westfalią, ok. 2 km od drogi krajowej B407 i ok. 8 km od zjazdu 3 Perl-Borg z autostrady A8. Dzielnica leży na wysokości 261–406 m n.p.m., ma powierzchnię 8,06 km², zamieszkuje ją 364 mieszkańców (2008).
W miejscowości znajduje się kościół parafialny, cmentarz i straż pożarna.

## Historia
Angilram, biskup Metz, w 768 podarował klasztorowi w Gorze posiadłość Faho. W XII-wiecznych dokumentach biskupstwa Trewiru wspomniano o wolnej szlachcie Vah. Ich rezydencja rycerska typu motte leżała ok. 600 metrów na północny zachód o miejscowości. Vahowie byli później członkami ministeriatu na zamku Montclair. Ich dzieje urywają się w XIV wieku. Przez kolejne stulecia wieś Faha leżała na terenie Elektoratu Trewiru.
Nazwa miejscowości pochodzi od staroniemieckiego fah - obrona lub od łacińskiego fagus - buk.
W miejscowości działa oczyszczalnia ścieków, została otwarta w październiku 2007. Podczas budowy natrafiono na groby pochodzące z późnej epoki brązu (ok. 1000 p.n.e.). 

## Polityka
Rada dzielnicy składa się z dziewięciu członków, siedmiu należy do CDU a pozostałych dwóch do SPD. Przewodniczącym rady jest Ternes Emil z CDU.